# شبکه‌های تلویزیونی A&E
شبکه‌های تلویزیونی A&E (انگلیسی: A&E Television Networks) یک شرکت رسانه‌ای آمریکایی است که با همکاری هرست کورپوریشن و واحد رسانه‌ای شرکت والت دیزنی اداره می‌شود. این شرکت صاحب چندین برند تلویزیونی غیرداستانی و سرگرمی از جمله شبکه هیستوری، لایف‌تایم، بیوگرافی چنل، و شبکه‌های مرتبط خواهر آن‌ها است و امتیاز پخش بین‌المللی برنامه‌های آنان را دارد.